# Самойлова, Ирина Валерьевна
Ири́на Вале́рьевна Само́йлова (в девичестве Хмеле́вская; 19 июля 1968, Борзя) — советская и российская гребчиха-байдарочница, выступала за сборные СССР, СНГ и России в конце 1980-х — первой половине 1990-х годов. Участница двух летних Олимпийских игр, многократная чемпионка всесоюзных и всероссийских регат. На соревнованиях представляла Московскую область, мастер спорта международного класса. Также известна как тренер по гребле.

## Биография
Ирина Хмелевская родилась 19 июля 1968 года в городе Борзя, Читинская область, однако впоследствии переехала в Москву. Первого серьёзного успеха добилась в 1988 году, став чемпионкой СССР среди двоек и четвёрок. Благодаря череде удачных выступлений попала в основной состав советской национальной сборной и удостоилась права защищать честь страны на летних Олимпийских играх в Сеуле. В двойках вместе с Ириной Саломыковой заняла пятое место на пятистах метрах, в четвёрках с Саломыковой, Александрой Апанович и Надеждой Ковалевич на той же дистанции была четвёртой, немного не дотянув до бронзовой медали.
В 1992 году (уже под фамилией Самойлова) на единственном в своём роде чемпионате СНГ завоевала золотые медали во всех трёх женских дисциплинах: на полукилометровой дистанции среди одиночек, двоек и четвёрок. Позже прошла отбор в так называемую Объединённую команду, созданную из спортсменов бывших советских республик для участия в Олимпийских играх в Барселоне. На пятистах метрах в паре с Галиной Савенко сумела дойти лишь до стадии полуфиналов, тогда как с четырёхместным экипажем, куда кроме Савенко вошли также Ирина Саломыкова и Ольга Тищенко, финишировала в финале девятой.
После окончательного распада Советского Союза выступала за сборную России, дважды становилась чемпионкой страны на пятисотметровой дистанции — в одиночной программе и в парной вместе с Викторией Морозовой. За выдающиеся спортивные достижения удостоена звания мастера спорта международного класса.
Имеет три высших образования, в 1985 году окончила Читинскую государственную медицинскую академию, в 1993 году стала выпускницей Московской государственной академии физической культуры и Санкт-Петербургской государственной академии физической культуры имени П. Ф. Лесгафта (ныне Национальный государственный университет физической культуры, спорта и здоровья имени П. Ф. Лесгафта). Является тренером-преподавателем высшей категории, в настоящее время работает тренером в специализированной детско-юношеской спортивной школе олимпийского резерва «Юность Москвы». В 2008 году была признана лучшим детским тренером Подмосковья.